# 二十烷
二十烷是化學式为C20H42的烷烴。它有366,319种同分异构体。
二十烷在工業石油化學中沒有被太多地使用，因為它的高閃點令它成為低效能的燃油。由於它的化學性质不活躍，所以正二十烷（二十烷的直鏈同分異構體）是製成石蠟的物料之一，而且是用於製作蠟燭的化合物中分子最短的。
二十烷的特性沒有被它的大小、形態或在化學上的不活躍度影響，它的特性與其他烷烴的特性差不多。它是一個無色且密度小於水的非極性分子。如果不燃燒它，它是不活躍的。它不能溶於水。由於它是非極性，所以它與其他分子的化學鍵不強。
由於二十烷的熔點不太高（36-38℃），所以它可以做成可以經過相變儲能和控制温度的相變儲能材料（PCM）。

## 名稱
IUPAC建議使用icosane，而化學文摘社和伯恩斯坦數據庫使用eicosane。

## 化學反應
二十烷具有烷烴的通性，可發生燃燒反應，氧氣充足時生成二氧化碳和水。
2C20H42 + 61O2 → 40CO2 + 42H2O
氧氣不充足時則會生成一氧化碳甚至碳黑。
2C20H42 + 41O2 → 40CO + 42H2O
2C20H42 + 21O2 → 40C + 42H2O